# Малък морелетник
Малкият морелетник (Stercorarius longicaudus) е птица от семейство Морелетникови (Stercorariidae).

## Разпространение
Видът се размножава във високата Арктика на Евразия и Северна Америка, с големи популации в Русия, Аляска и Канада и по-малки популации около останалата част на Арктика. Зимува в южния Атлантик и Тихия океан.
Среща се и в България.